# Losing You (песня Dead by April)
«Losing You» — второй сингл шведской группы Dead by April, вышедший 6 марта 2009 года.

## О сингле
«Losing You» — первый музыкальный релиз коллектива, изданный на компакт-диске. Сингл дебютировал в шведском чарте 20 марта 2009 года на 36 позиции. Он поднялся на 1 место через 6 недель после дебюта. После этого песня пробыла в чарте ещё 23 недели, и выбыла из него 2 октября.
11 мая 2009 сингл был выпущен лейблом Spinefarm Records в цифровом формате в Великобритании. Британское издание отличалось наличием композиции «My Saviour», которая позже вошла в расширенное издание одноимённого альбома группы, а также видеоклипа к песне «Losing You».

## Список композиций
| №  | Название                        | Автор(ы)                       | Длительность |
| -- | ------------------------------- | ------------------------------ | ------------ |
| 1. | «Losing You» (альбомная версия) | Pontus Hjelm & Jimmie Strimell | 3:53         |

| №  | Название                        | Автор(ы)                       | Длительность |
| -- | ------------------------------- | ------------------------------ | ------------ |
| 1. | «Losing You» (альбомная версия) | Pontus Hjelm & Jimmie Strimell | 3:53         |
| 2. | «My Saviour»                    | Pontus Hjelm & Jimmie Strimell | 3:12         |
| 3. | «Losing You» (видеоклип)        |                                | 4:04         |

| №  | Название                             | Автор(ы)                       | Длительность |
| -- | ------------------------------------ | ------------------------------ | ------------ |
| 1. | «Losing You» (альтернативная версия) | Pontus Hjelm & Jimmie Strimell | 3:56         |
| 2. | «My Saviour»                         | Pontus Hjelm & Jimmie Strimell | 3:13         |

| №  | Название                        | Автор(ы)                       | Длительность |
| -- | ------------------------------- | ------------------------------ | ------------ |
| 1. | «Losing You» (альбомная версия) | Pontus Hjelm & Jimmie Strimell | 3:53         |
| 2. | «Losing You» (radio edit)       | Pontus Hjelm & Jimmie Strimell | 3:30         |

| №  | Название                             | Автор(ы)                       | Длительность |
| -- | ------------------------------------ | ------------------------------ | ------------ |
| 1. | «Losing You» (альтернативная версия) | Pontus Hjelm & Jimmie Strimell | 3:56         |
| 2. | «Losing You» (edit version)          | Pontus Hjelm & Jimmie Strimell | 3:30         |

## Чарты
| Чарт (2009)                | Высшая позиция |
| -------------------------- | -------------- |
| Швеция (Sverigetopplistan) | 1              |

| Чарт (2009)                | Позиция |
| -------------------------- | ------- |
| Sweden (Sverigetopplistan) | 11      |

## Участники
- Джимми Стримелл — вокал
- Понтус Хьельм — гитара, бэк-вокал, клавишные
- Йохан Олссон — гитара
- Маркус Весслен — бас-гитара
- Александер Свенингсон — ударные